# Marie-France Pisier
Pour les articles homonymes, voir Pisier.
Marie-France Pisier est une actrice, scénariste et réalisatrice française, née le 10 mai 1944 à Đà Lạt (Indochine française) et morte le 24 avril 2011 à Toulon (Var).
Elle est connue entre autres pour son rôle dans le cycle des films de François Truffaut consacrés au personnage d'Antoine Doinel, dans lesquels elle interprète Colette, le premier amour d'Antoine, resté platonique. Elle enchaîne des collaborations auprès de réalisateurs prestigieux tels que Luis Buñuel, Jacques Demy, André Téchiné, Roger Vadim, Jacques Rivette, Raoul Ruiz ou encore Maïwenn.
Elle a été lauréate de deux César de la meilleure actrice dans un second rôle deux années consécutives, 1976 et 1977.

## Biographie

### Parents
Marie-France Pisier est la fille de Georges Pisier (30 juin 1910 - 13 mars 1986), haut fonctionnaire français vichyste et maurrassien, administrateur en chef des Affaires coloniales puis de la France d'Outre-mer (en Indochine française de 1943 à 1950, puis en Nouvelle-Calédonie de 1950 à 1966), et de Paula Pisier née Caucanas (14 juin 1922 - 26 mai 1988), – fille de Jean Caucanas, banquier français à Nouméa, puis directeur de la Banque de l'Indochine –, militante féministe et future secrétaire générale de l'Association pour le droit de mourir dans la dignité (ADMD),.
Le couple Pisier-Caucanas a deux autres enfants : Évelyne Pisier (1941-2017), professeur des universités en sciences politiques, première épouse de Bernard Kouchner, et Gilles Pisier (né en 1950), polytechnicien (promotion 1969), mathématicien, membre de l'Académie des sciences depuis 2002.
Ses parents se sont mariés et ont divorcé à deux reprises. Tous deux se sont suicidés, Georges par arme à feu en 1986, Paula par empoisonnement le 23 mai 1988 après avoir contracté un double cancer du sein et subi une ablation mammaire,.

### Jeunesse
Elle naît et passe une partie de son enfance dans ce qui est alors l'Annam, une des composantes de l'Indochine française.
Au début de la Seconde Guerre mondiale, le Japon envahit l'Indochine. En mars 1945, la famille Pisier est internée dans deux camps de concentration japonais : Georges Pisier dans un camp avec d'autres officiers, Paula avec ses deux filles dans un autre pendant six mois. Rapatriée en France, Marie-France Pisier grandit alors en Nouvelle-Calédonie à Nouméa, où son père, affecté en 1950, termine sa carrière, et où naît son frère Gilles. En 1956, après la séparation définitive de ses parents (divorcés et remariés), Marie-France a 12 ans et s'installe à Nice avec sa mère et sa sœur.

### Études et débuts au cinéma
Elle fait ses études secondaires à Nice, au lycée de jeunes filles Albert-Calmette, puis des études de droit et de sciences politiques à l'université de Nice au début des années 1960.
En décembre 1961, pour donner la réplique à Jean-Pierre Léaud, l'Antoine Doinel du court métrage Antoine et Colette (du film à sketches L'Amour à vingt ans), François Truffaut recherche une jeune fille, « pas une lolita, pas une blousonne, pas une petite jeune femme ». Elle doit être simple, rieuse et avoir une bonne culture générale. Marie-France Pisier, qui fait alors partie d'une troupe de théâtre amateur au lycée Calmette de Nice, est choisie par le cinéaste. Ils fuguent tous les deux pendant un mois, leur escapade amoureuse inspirera au cinéaste La Peau douce.

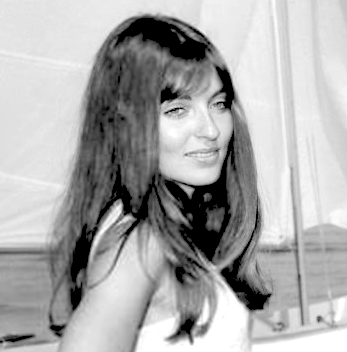
L'actrice en 1969, en Italie.

Alors qu'elle tourne une dizaine de films depuis l'âge de 18 ans, elle poursuit ses études à l'université de Nanterre, où elle obtient une licence de droit public, puis un diplôme d’études supérieures de science politique,.
Moins proche que sa sœur Évelyne des meneurs du mouvement, Marie-France aide toutefois Daniel Cohn-Bendit. De nationalité allemande, celui-ci est frappé d'un arrêté d'expulsion du ministre de l'Intérieur le 21 mai 1968, alors qu'il se trouve aux Pays-Bas. Il rentre clandestinement le 28 mai à Paris puis, après quelques jours de clandestinité, repart. Marie-France Pisier lui teint les cheveux en noir et l'exfiltre dans sa MG décapotable jusqu'au Luxembourg. Ils font ensuite un séjour en Sardaigne et ont ensemble une aventure de quelques semaines.

### Carrière

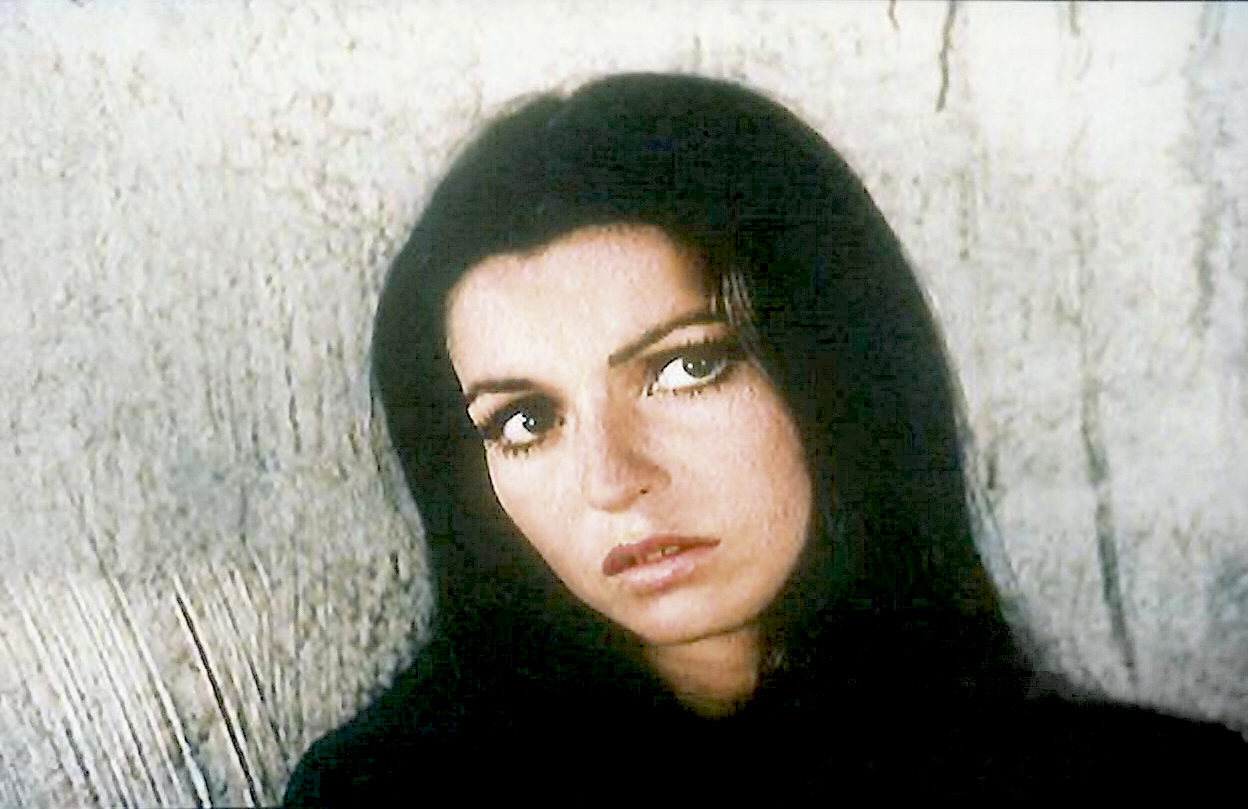
Marie-France Pisier en 1973.

Après Antoine et Colette, elle retrouve dix-sept ans plus tard le personnage de Colette dans L'Amour en fuite, dernière aventure d’Antoine Doinel coécrite par la comédienne en 1978. Elle y croise Doinel (interprété par Jean-Pierre Léaud) dans le train et, à la fin du film, elle croise également Christine (interprétée par Claude Jade), successivement maîtresse, épouse et ex-épouse d'Antoine.
Entre-temps, l'actrice est devenue une égérie du cinéma d'auteur, jouant dans un premier temps devant la caméra de son compagnon Robert Hossein, puis apparaissant dans les univers oniriques d'Alain Robbe-Grillet (celui-ci l’avait repérée à la une du magazine Lui le 27 mars 1966, posant en cuissardes), de Luis Buñuel, de Jacques Rivette et, surtout, du jeune André Téchiné, qui deviendra son réalisateur fétiche. Dans le cadre de sa collaboration avec ce dernier, elle obtient deux fois le César du meilleur second rôle, en 1976 et en 1977. En 1976, sa première consécration vient de sa prestation dans Cousin, Cousine de Jean-Charles Tacchella. Elle tourne aussi avec d'autres réalisateurs tels Roger Vadim ou Jacques Demy.
Son rôle en 1972 dans la série télévisée Les Gens de Mogador lui vaut une reconnaissance populaire. Elle connaît alors plusieurs succès populaires. Partenaire de Jean-Paul Belmondo (qui la surnomme avec affection et déférence « Marie-Pense Pisier, la star de la Cinémathèque ») dans Le Corps de mon ennemi d'Henri Verneuil en 1976, et dans L'As des as de Gérard Oury en 1982, elle joue l'année suivante une productrice cynique avec Le Prix du danger d'Yves Boisset.
Son prestige lui ouvre plusieurs expériences internationales en vedette, notamment le délirant De l'autre côté de minuit, Chanel solitaire dont elle tient le rôle-titre entourée de Timothy Dalton et Rutger Hauer, et tenant le rôle de Clawdia Chauchat dans l'adaptation du roman La Montagne magique de Thomas Mann.

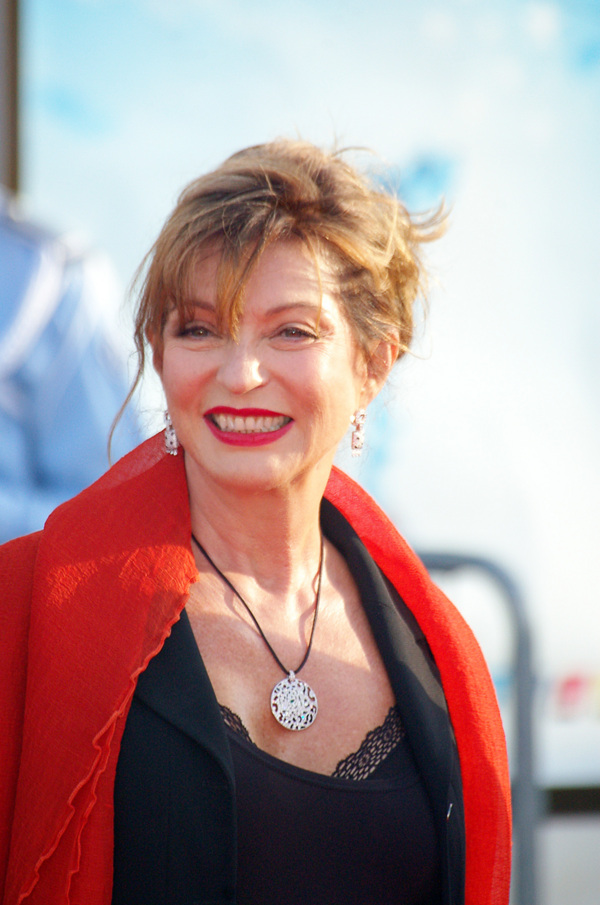
Marie-France Pisier au Festival du cinéma américain de Deauville (en 2007).

Elle s'inspire de son séjour en Nouvelle-Calédonie pour son roman Le Bal du gouverneur, paru en 1984. Elle adapte son roman et réalise le film du même titre en 1990. En 2002, elle écrit, réalise et interprète son deuxième film, Comme un avion, qui aborde le suicide de ses parents, à deux ans d’intervalle, quinze ans plus tôt.
Elle joue moins souvent dans les années 1990. Son interprétation de George Sand est remarquée dans La Note bleue, mis en scène par Andrzej Żuławski (avec Sophie Marceau dans le rôle de Solange Sand, la fille de l’écrivain), son émouvante composition de femme en mal d'enfant dans Marion de Manuel Poirier, et son interprétation de Madame Verdurin dans Le Temps retrouvé de Raoul Ruiz. Sollicitée par les jeunes auteurs, elle tourne ensuite avec Laurence Ferreira Barbosa, Christophe Honoré ou Maïwenn, dans Pardonnez-moi (doublement nommé aux César 2007).

### Mort
Le 24 avril 2011 vers 3 h 30 du matin, Marie-France Pisier est retrouvée par son mari Thierry Funck-Brentano inanimée au fond de la piscine de leur villa de Saint-Cyr-sur-Mer,. Sa tête et ses épaules sont coincées dans le croisillon métallique d'une « lourde chaise en fer forgé » et elle porte des bottes en caoutchouc,. Sa mort est constatée à Toulon à 7 h du matin.
Le rapport d'autopsie ne permet pas de déterminer les circonstances de la mort. Des analyses médico-légales toxicologiques (« un taux d'alcool important a été détecté par les analyses, qui ont mis en évidence la présence d'antidépresseurs et d'antalgiques à doses thérapeutiques »), puis l'autopsie finale conduisent à évoquer l'hypothèse d'un suicide de l'actrice, qui souffrait d'une récidive de cancer du sein, diagnostiqué pour la première fois en 2003, rendant une seconde opération avec ablation mammaire inéluctable, comme pour sa mère. 
Près de dix années après sa mort, un conflit avec sa sœur Évelyne à propos des actes d'inceste commis par Olivier Duhamel, mentionné lors de l'enquête, est rappelé par sa nièce Camille Kouchner. Dans son livre La Familia grande, celle-ci révèle que sa mère, informée en 2008-2009 des agissements d’Olivier Duhamel, a choisi de ne rien divulguer et de protéger son mari, comportement qui a choqué Marie-France Pisier. « On a compris qu’Évelyne pensait que Marie-France s’était plutôt suicidée », explique Camille Kouchner. L'autopsie révélant le peu d'eau dans ses poumons suggère que Marie-France Pisier n'est pas morte par noyade, ce qui conduit à évoquer la possibilité d'une mort par crise cardiaque avant sa chute dans la piscine ou par hydrocution après cette chute. L'hypothèse d'un meurtre n'était pas écartée par l'autopsie.
À la suite de la publication du livre de sa sœur Camille, Julien Kouchner, fils aîné d'Évelyne Pisier, interrogé par Le Parisien le 24 janvier 2021, revient sur la mort de Marie-France Pisier : « Je n'ai jamais cru que ma tante se soit suicidée, mais je ne sais pas comment elle est morte. Ma seule certitude, c'est que toute cette histoire [concernant l'inceste sur son frère] l'a tuée. » Dans son livre de souvenirs, Georges Kiejman, qui fut son mari de 1973 à 1979, écrit : « Sans avoir aucune certitude, je penche pour un appel au secours qui aurait mal tourné. Cette mort brutale reste un chagrin et un mystère […]. »
L'actrice est inhumée le 30 avril 2011 dans l'intimité familiale au cimetière de la Guicharde de Sanary-sur-Mer, dans le tombeau de la famille Duhamel-Brentano, allée des Pivoines. Le 5 mai 2011, un office est célébré pour elle en l'église Saint-Roch à Paris, bien qu'elle fût agnostique.

### Vie privée
Marie-France Pisier a été mariée à l'avocat Georges Kiejman (de 1973 à 1979). Depuis 1984, son compagnon était Thierry Funck-Brentano (mariage le 13 juin 2009), directeur de cabinet de Jean-Luc Lagardère(1982-1983) et cogérant de Lagardère SCA (2010). Le couple a eu deux enfants : Mathieu, né le 22 mars 1984, et Iris, née en 1986.
Thierry Funck-Brentano est également le cousin germain d'Olivier Duhamel, lui-même beau-frère de Marie-France Pisier.

### Engagement
Intellectuelle engagée dans les combats de son époque, Marie-France Pisier est l’une des signataires du manifeste des 343 rédigé par Simone de Beauvoir en faveur du droit à l'avortement, paru le 5 avril 1971 dans Le Nouvel Observateur.
En 1995, elle s’engage pour Lionel Jospin à l’élection présidentielle.

## Hommages

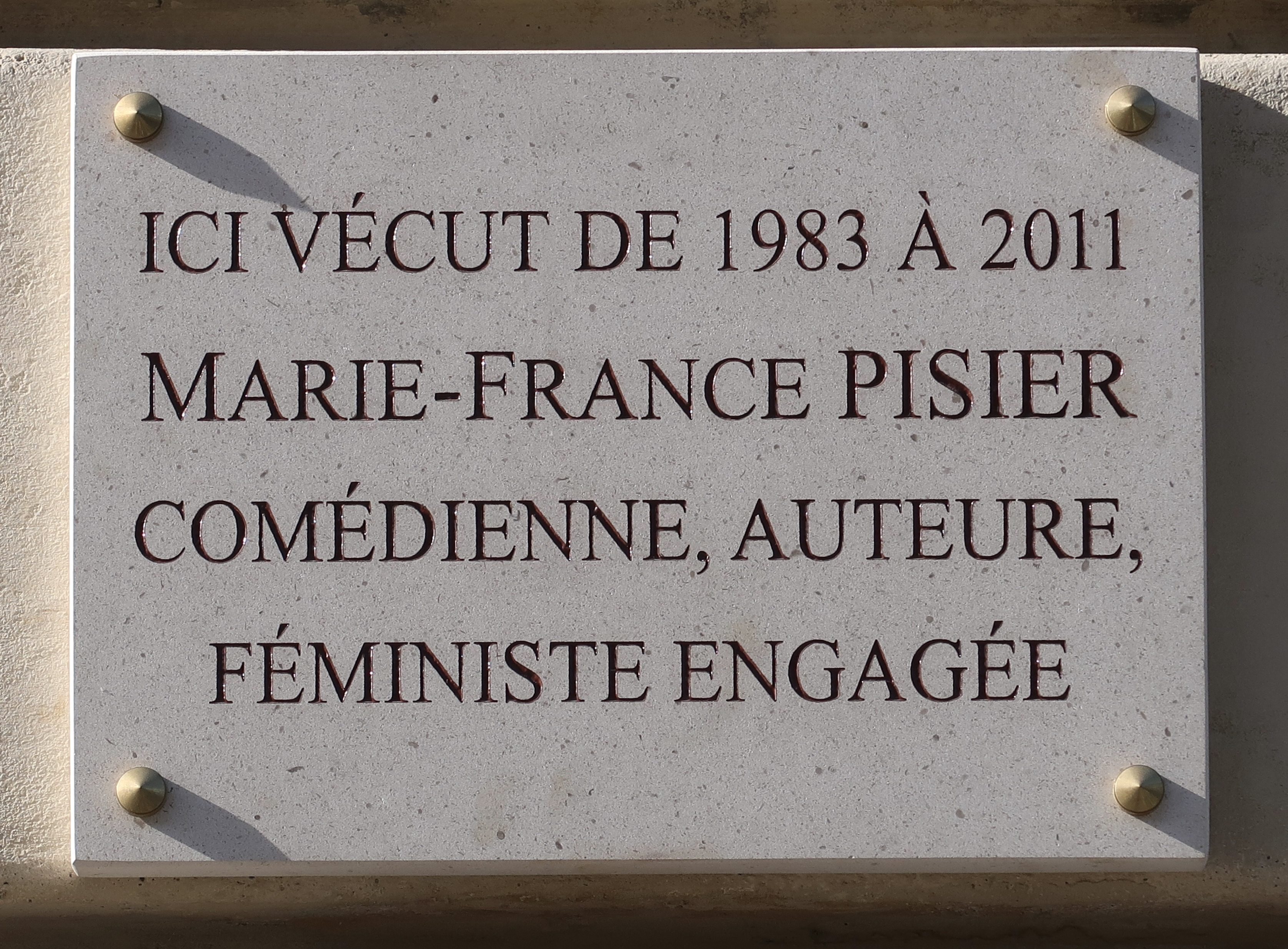
Plaque 26, rue Guynemer (Paris).

En 2011 lui est dédié le film de Christophe Honoré sorti l’été suivant, Les Bien-aimés.
Le 9 novembre 2014 lui est consacrée l'émission Un jour, un destin.
La ville de Paris, par le vote du conseil du 16e arrondissement et des conseillers de Paris, lui ont dédié un espace vert dans les jardins de l'Avenue-Foch (entre les nos 70 et 82 de l'avenue Foch). À Angers, un square porte son nom.
Elle a vécu 26, rue Guynemer (6e arrondissement de Paris), où une plaque lui rend hommage.

## Filmographie

### Actrice

#### Cinéma

##### Longs métrages
- 1961 : Qui ose nous accuser ? de Serge Komor
- 1962 : Le Diable et les Dix Commandements de Julien Duvivier (non créditée)
- 1963 : Les Saintes Nitouches de Pierre Montazel : Angelica
- 1963 : La Mort d'un tueur de Robert Hossein : Maria/ Claudia
- 1964 : Les Amoureux du France de Pierre Grimblat et François Reichenbach : Sylvia
- 1964 : Les Yeux cernés de Robert Hossein : Clara
- 1964 : Le Vampire de Düsseldorf de Robert Hossein : Anna
- 1967 : Trans-Europ-Express d'Alain Robbe-Grillet : Éva
- 1967 : Le Trésor du désert de feu (Non sta bene rubare il tesoro) de Mario Di Nardo : Flo
- 1968 : L'Écume des jours de Charles Belmont : Alise
- 1968 : Baisers volés de François Truffaut : Colette
- 1969 : Paulina s'en va d'André Téchiné : Isabelle
- 1970 : Nous n'irons plus au bois de Georges Dumoulin : Lise
- 1972 : Le Journal d'un suicidé de Stanislav Stanojevic : la jeune anarchiste
- 1973 : Féminin-féminin d'Henri Calef et João Correa : Marie-Hélène
- 1974 : Le Fantôme de la liberté de Luis Buñuel : Madame Calmette
- 1974 : Céline et Julie vont en bateau de Jacques Rivette : Sophie
- 1975 : Cousin, Cousine de Jean-Charles Tacchella : Karine
- 1975 : Souvenirs d'en France d'André Téchiné : Régina
- 1976 : Barocco d'André Téchiné : Nelly
- 1976 : Sérail d'Eduardo de Gregorio : Agathe
- 1976 : Le Corps de mon ennemi d'Henri Verneuil : Gilberte Beaumont-Liégard
- 1977 : Les Apprentis Sorciers d'Edgardo Cozarinsky : Madame Umlaut
- 1977 : De l'autre côté de minuit (The Other Side of Midnight) de Charles Jarrott : Noelle Page
- 1979 : L'Amour en fuite de François Truffaut : Colette (créditée également au scénario)
- 1979 : Les Sœurs Brontë d'André Téchiné : Charlotte Brontë
- 1979 : French Postcards de Willard Huyck : Madame Catherine Tessier
- 1980 : La Banquière de Francis Girod : Colette Lecoudray
- 1981 : Chanel solitaire (Coco Chanel) de George Kaczender : Coco Chanel
- 1981 : Adorables Faussaires (Hot touch) de Roger Vadim : Docteur Simpson
- 1982 : Miss Right (La donna giusta) de Paul Williams (en) : BeBe
- 1982 : Le Prix du danger d'Yves Boisset : Laurence Ballard
- 1982 : La Montagne magique (Der Zauberberg) d'Hans W. Geißendörfer : Clawdia Chauchat
- 1982 : L'As des as de Gérard Oury : Gabrielle Belcourt
- 1982 : 44 ou les Récits de la nuit de Moumen Smihi
- 1983 : Boulevard des assassins de Boramy Tioulong : Hélène Mariani
- 1983 : L'Ami de Vincent de Pierre Granier-Deferre : Milena
- 1985 : Parking de Jacques Demy : Perséphone
- 1985 : Les Nanas d'Annick Lanoë : Christine Elle enregistre en 1985 la chanson Just a Woman, de la bande originale du film (musique de François Valéry)[52].
- 1988 : L'Œuvre au noir d'André Delvaux : Martha
- 1991 : La Note bleue d'Andrzej Żuławski : George Sand
- 1993 : Pourquoi maman est dans mon lit ? de Patrick Malakian : Véronique
- 1994 : Tous les jours dimanche de Jean-Charles Tacchella : Marion
- 1995 : Les Cent et Une Nuits de Simon Cinéma d'Agnès Varda : (rôle coupé au montage)
- 1996 : Le Fils de Gascogne, de Pascal Aubier : elle-même
- 1996 : Marion de Manuel Poirier : Audrey
- 1998 : La Patinoire de Jean-Philippe Toussaint : la productrice
- 1999 : Le Temps retrouvé de Raoul Ruiz : Madame Verdurin
- 1999 : Pourquoi pas moi ? de Stéphane Giusti : Irène
- 2000 : Combat d'amour en songe de Raoul Ruiz : l'inconnue
- 2001 : Inch'Allah dimanche de Yamina Benguigui : Mademoiselle Manant
- 2002 : Comme un avion de Marie-France Pisier : Claire Forestier (+ scénariste)
- 2004 : Ordo de Laurence Ferreira Barbosa : la mère de Louise
- 2006 : Paid de Laurence Lamers : Gislaine
- 2006 : Un ami parfait de Francis Girod : la veuve de Barth
- 2006 : Dans Paris de Christophe Honoré : la mère
- 2006 : Pardonnez-moi de et avec Maïwenn : Lola, la mère
- 2009 : La Traversée du désir d'Arielle Dombasle : elle-même (témoignage)
- 2010 : Il reste du jambon ? d'Anne Depétrini : Nicole Lacroix

##### Courts métrages
- 1962 : Antoine et Colette (sketch Paris du film L'Amour à vingt ans) de François Truffaut : Colette
- 1973 : Juliette ? de Philippe Pilard

#### Télévision

##### Téléfilms
- 1972 : La Mort d'un champion d'Abder Isker : Jane Herbin
- 1983 : Le Crime de Pierre Lacaze de Jean Delannoy : Colette Ribert
- 1983 : Der Stille Ozean de Xaver Schwarzenberger : Florence
- 1986 : L'Inconnue de Vienne de Bernard Stora : Florence
- 1989 : Olympe de nos amours de Serge Moati : Olympe
- 1992 : Une maman dans ma ville de Miguel Courtois : Sabine
- 1994 : La Couleur du mensonge de Hugues de Laugardière : Alice
- 1994 : Printemps de feu de Claude Boissol : Caroline Clairval
- 1995 : La Fidèle infidèle de Jean-Louis Benoît : Claire
- 1996 : Notre homme d'Elisabeth Rappeneau : Violaine
- 1997 : La vérité est un vilain défaut de Jean-Paul Salomé : Monique
- 1997 : Une femme sur mesure (Ein Frau nach Mass) de Detlef Rönfeldt :
- 2000 : Un jeune Français de Michel Sibra : Léna
- 2006 : Les Enfants j'adore de Didier Albert : Jacqueline
- 2007 : Dombais et fils de Laurent Jaoui : Cléopâtre
- 2007 : Miroir, mon beau miroir de Serge Meynard : Marie-Line
- 2009 : A.D.A. L'Argent des autres captation Dominique Thiel, mise en scène Daniel Benoin : Béatrice
- 2012 : Paradis criminel de Serge Meynard : Anne Lermercier

##### Séries télévisées
- 1972 : Pot-Bouille d'Yves-André Hubert : Berthe Josserand
- 1972 : Les Gens de Mogador de Robert Mazoyer : Ludivine
- 1978 : Le Temps d'une République : Louise Fontas
- 1979 : Terreur à bord (The French Atlantic Affair) de Douglas Heyes : Lisa
- 1980 : Scrupules (Scruples) d'Alan J. Levi : Valentine O'Neill
- 1986 : Le Tiroir secret, créée par Danièle Thompson : Nathalie Duthilleul
- 1998 : Les Marmottes : Marie-Claire
- 1999 : Les Bœuf-carottes : Juge Roesch
- 2005 : Vénus et Apollon : Mme Pommerand
- 2008 : Clara Sheller, créée par Nicolas Mercier, saison 2, épisode 3 d'Alain Berliner : Iris
- 2009 : Revivre de Haim Bouzaglo : Léa Goldenberg
- 2010 : Le Chasseur de Gérard Carré : Natacha Delaunay

#### Documentaires
- 1993 : François Truffaut : Portraits volés de Serge Toubiana et Michel Pascal : elle-même (témoignage)
- 2011 : Belmondo, itinéraire… de Vincent Perrot et Jeff Domenech : elle-même (témoignage)
- 2011 : 1981, un été en rose et noir de Virginie Linhart : voix off

### Scénariste
- 1974 : Céline et Julie vont en bateau de Jacques Rivette
- 1979 : L'Amour en fuite de François Truffaut

### Réalisatrice et scénariste
- 1990 : Le Bal du gouverneur
- 2002 : Comme un avion

## Théâtre
- 1993 : Ce qui arrive et ce qu'on attend de Jean-Marie Besset, mise en scène Patrice Kerbrat, théâtre de la Gaîté-Montparnasse
- 1995 : Le Pain dur et Le Père humilié de Paul Claudel, mise en scène Marcel Maréchal, théâtre du Rond-Point
- 2002 : Liaison transatlantique de Fabrice Rozié, mise en scène Sandrine Dumas, théâtre Marigny
- 2005 : Chère Maître de Peter Eyre d'après la correspondance de Gustave Flaubert et George Sand, mise en scène Sandrine Dumas, théâtre de la Gaîté-Montparnasse
- 2005 : Liaisons Transatlantiques de Fabrice Rozié, mise en scène Sandrine Dumas, Florence Gould Hall New York
- 2006 : N'écoutez pas, mesdames ! de Sacha Guitry, mise en scène Patrice Kerbrat, Comédia
- 2007 : Le Nouveau Testament de Sacha Guitry, mise en scène Daniel Benoin, théâtre national de Nice
- 2009 : Le Nouveau Testament de Sacha Guitry, mise en scène Daniel Benoin, tournée, théâtre de la Croix-Rousse, La Criée, théâtre du Nord, théâtre des 13 vents, théâtre Nanterre-Amandiers
- 2009 : A.D.A. L'Argent des autres de Jerry Sterner, mise en scène Daniel Benoin, théâtre national de Nice
- 2009 : À la recherche du temps perdu de Marcel Proust, lecture d'extraits, théâtre La Bruyère

## Distinctions

### Récompenses
- César 1976 : César de la meilleure actrice dans un second rôle pour Cousin, Cousine et Souvenirs d'en France
- César 1977 : César de la meilleure actrice dans un second rôle pour Barocco
- Festival international du film de Saint-Jean-de-Luz 2006 : meilleure actrice pour Pardonnez-moi

### Nominations
- New York Critics Film Awards 1976 : nomination comme meilleure actrice dans un second rôle pour Cousin, Cousine
- National Society of Film Critics Awards 1976 : nomination comme meilleure actrice dans un second rôle pour Cousin, Cousine
- Prix Génies 1983 : nomination au Génie de la meilleure actrice étrangère pour Adorables faussaires

## Radio
- 15 octobre 2011 : Chambre noire de Claude Lucas, dramatique (59 minutes) diffusée dans l'émission Fictions/Drôles de drames sur France Culture[53] : Marie-Matilda, la mère (émission enregistrée quelques jours avant son décès).

## Publications
- Le Bal du gouverneur, Grasset, 1984, roman  (+ rééd. France-Loisirs et Le livre de poche, existe aussi sur cd audio, lu par elle-même)
- Je n'ai aimé que vous, Grasset, 1986  (+ rééd. Le Grand livre du mois et Le livre de poche)
- La Belle Imposture, Grasset, 1992, roman  (+ rééd. Le Grand livre du mois et Le livre de poche)
- Le Deuil du printemps, Grasset, 1997, roman  (+ rééd. Le Grand livre du mois et Le livre de poche)